# Вулиця 1-ї танкової бригади
Ву́лиця 1 танкової бригади — вулиця міста Чернігова. Розташована у Деснянському районі, на північному сході Чернігова — починається від проспекту Михайла Грушевського і тягнеться на схід до вул. Кільцевої. Від неї відходять на південь — вулиці Космонавтів і Володимира Коваленка.
Вулиця переважно забудована п'яти і дев'яти поверховими житловими будинками. Будинки зводилися у 70 і 80-ті роки. У 70-ті — п'ятиповерхівки, у 80-ті — 9 і 14. У кінці забудована новітніми багатоповерхівками (5-6-7 та 11 поверхів) — початок 2000-х — 2014 рр.
21 лютого 2023 року з метою проведення політики очищення міського простору від топонімів, що звеличують, увіковічують, пропагують або символізують Російську Федерацію та Республіку Білорусь, отримала сучасну назву на честь 1 окремої танкової бригади Збройних Сил України.

## Транспорт

### Тролейбуси
Вулицею 1 танкової бригади на різних її ділянках курсують різні номери чернігівського тролейбуса:
- № 7 — з кінця вулиці до початку практично по всій протяжності вулиці і далі через центр на схід міста до Хімволокна, де маршрут іде на коло і розташована кінцева маршруту[3].
- № 8 — від початку вулиці до кінця вулиці практично по всій протяжності вулиці і далі через Вал вулицями Шевченка і Толстого на схід міста до Хімволокна, де маршрут іде на коло і розташована кінцева маршруту[4].

Тобто 7-й рухається в одну сторону (по непарній стороні вулиці), а 8-й маршрут в іншу сторону (по парній), роблячи коло проспектом Михайла Грушевського — 1-ї танкової бригади — Володимира Коваленка — Доценка — Левка Лук'яненка (7) і навпаки Левка Лук'яненка — Михайла Грушевського — 1-ї танкової бригади — Володимира Коваленка — Доценка — Левка Лук'яненка — Шевченка (8).
Також раніше (до 2010-го) вулицею їздив тролейбус № 11 за маршрутом 2-га Міська лікарня — Вокзал. Сучасний № 11 — зовсім інший маршрут (із Бобровиці на Масани), який курсував у 2016—2022 роках зовсім іншими вулицями, з 2022 року змінив кінцеву зупинку на готель «Україна».
До 2022 року вулицею 1-ї танкової бригади курсував маршрут № 6, який також перенаправлено до готелю «Україна».

### Таксі
Таксі стоять «Біля півня» — біля будинку № 21.

## Об'єкти
На вулиці 1-ї танкової бригади в Чернігові розташована деяка кількість громадських будівель і приміщень державних і міських органів влади, об'єктів міської інфраструктури і комфорту, зокрема закладів освіти:
- буд. № 2 — Абонентський відділ КП «Чернігівводоканал»[9];
- буд. № 4 — Чернігівський державний інститут економіки та управління (Корпус № 6)[10];
- буд. № 8 — аптека «Ліки України»;
- буд. № 9 — кафе «Стрілець»;
- буд. № 13 — Чернігівське колективне підприємство «Пожтехніка»[11];
- буд. № 16 — Чернігівський дошкільний навчальний заклад № 60 «Чебурашка»[12];
- буд. № 28 — Седам-маркет; Парасоль (ресторан); магазин «Квіти та подарунки на Бєлова»[13];
- буд. № 29 — відділення ПриватБанку;
- буд. № 29а — АТБ[14];
- буд. № 30 — магазин Bierwelle;
- буд. № 29а — Чернігівський дошкільний навчальний заклад № 72 «Сонечко»[15].

## Галерея

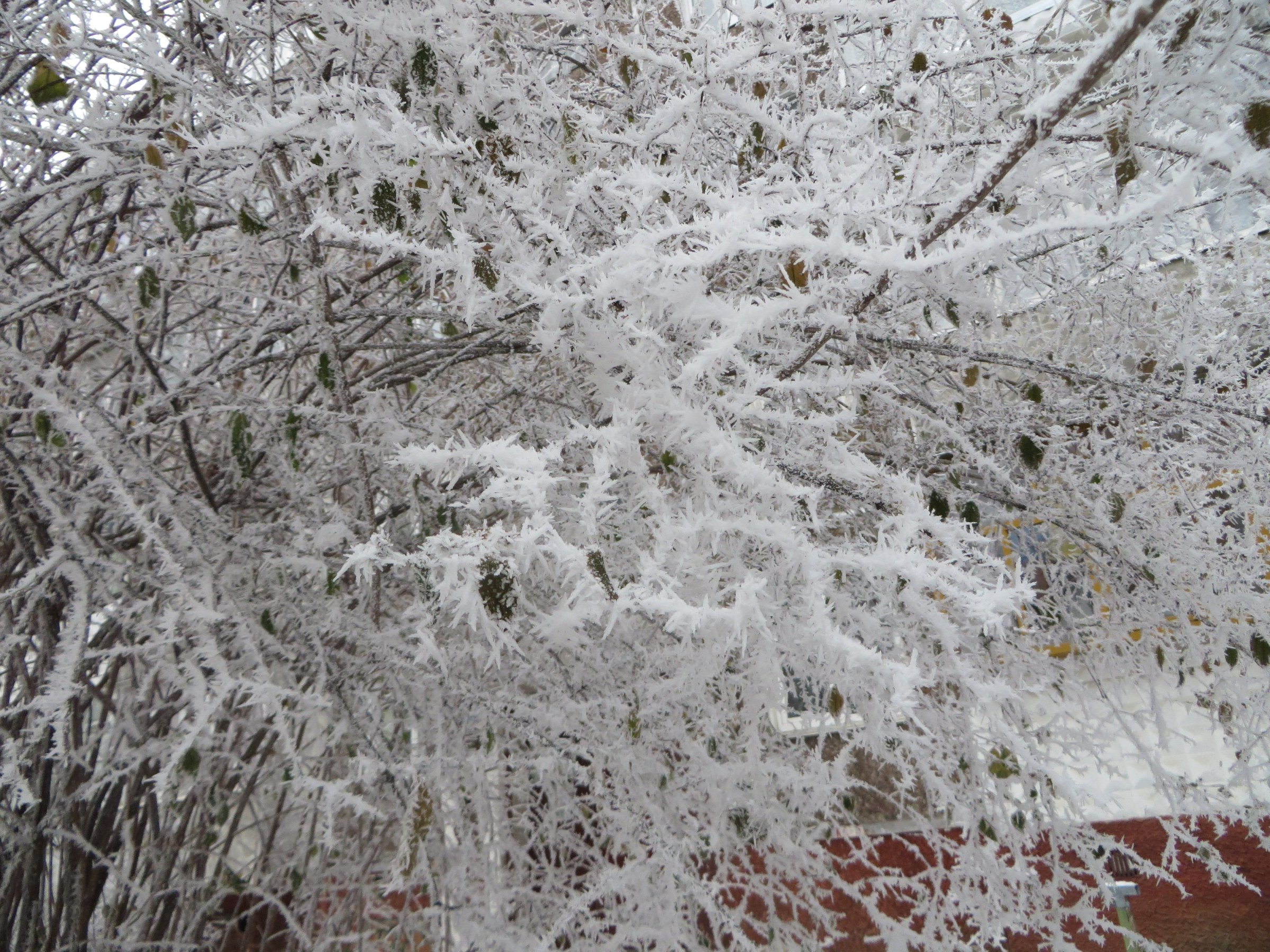
Іній на Бєлова 4 грудня 2014 року
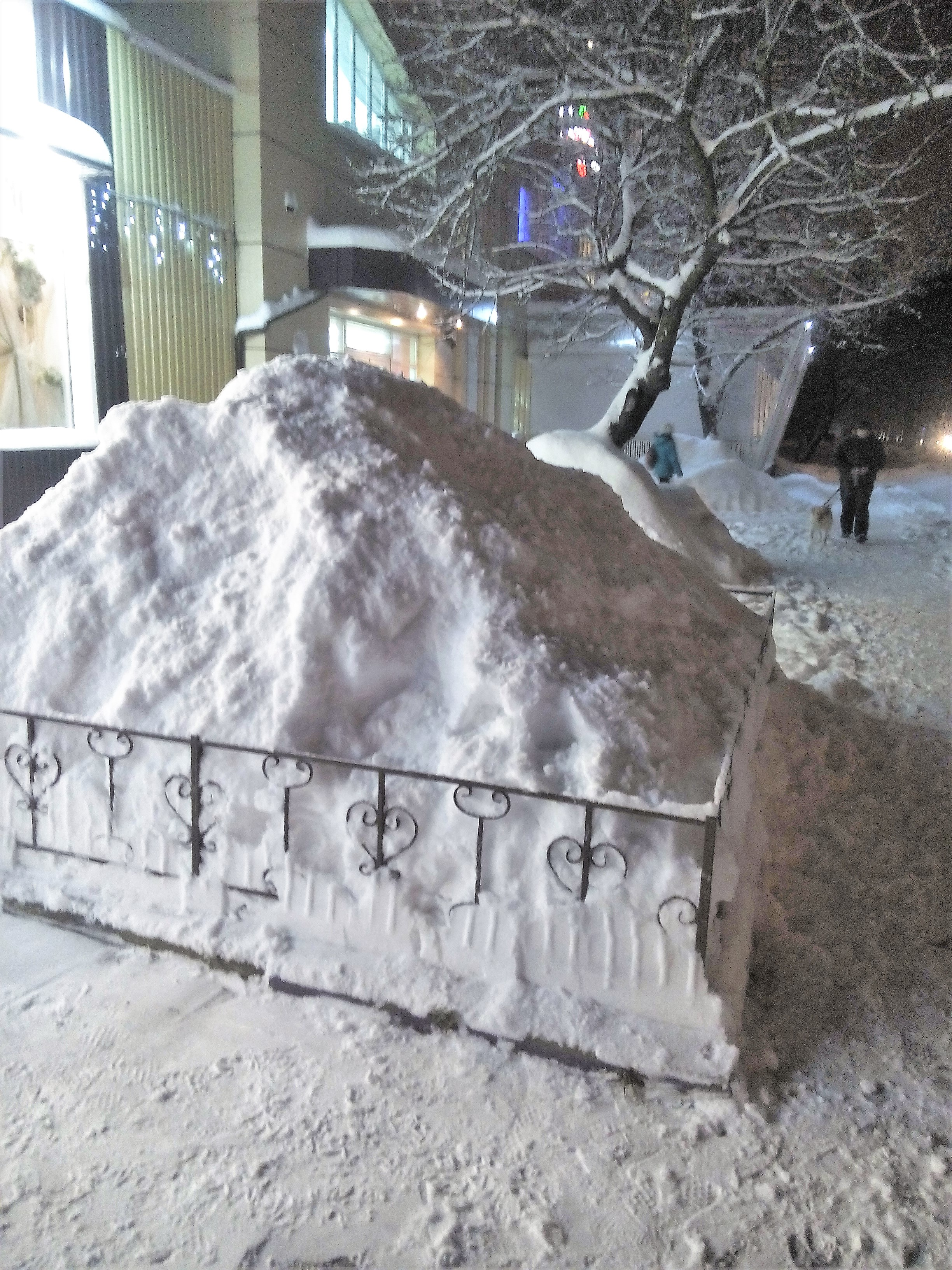
Взимку 2018 року (біля Седаму)
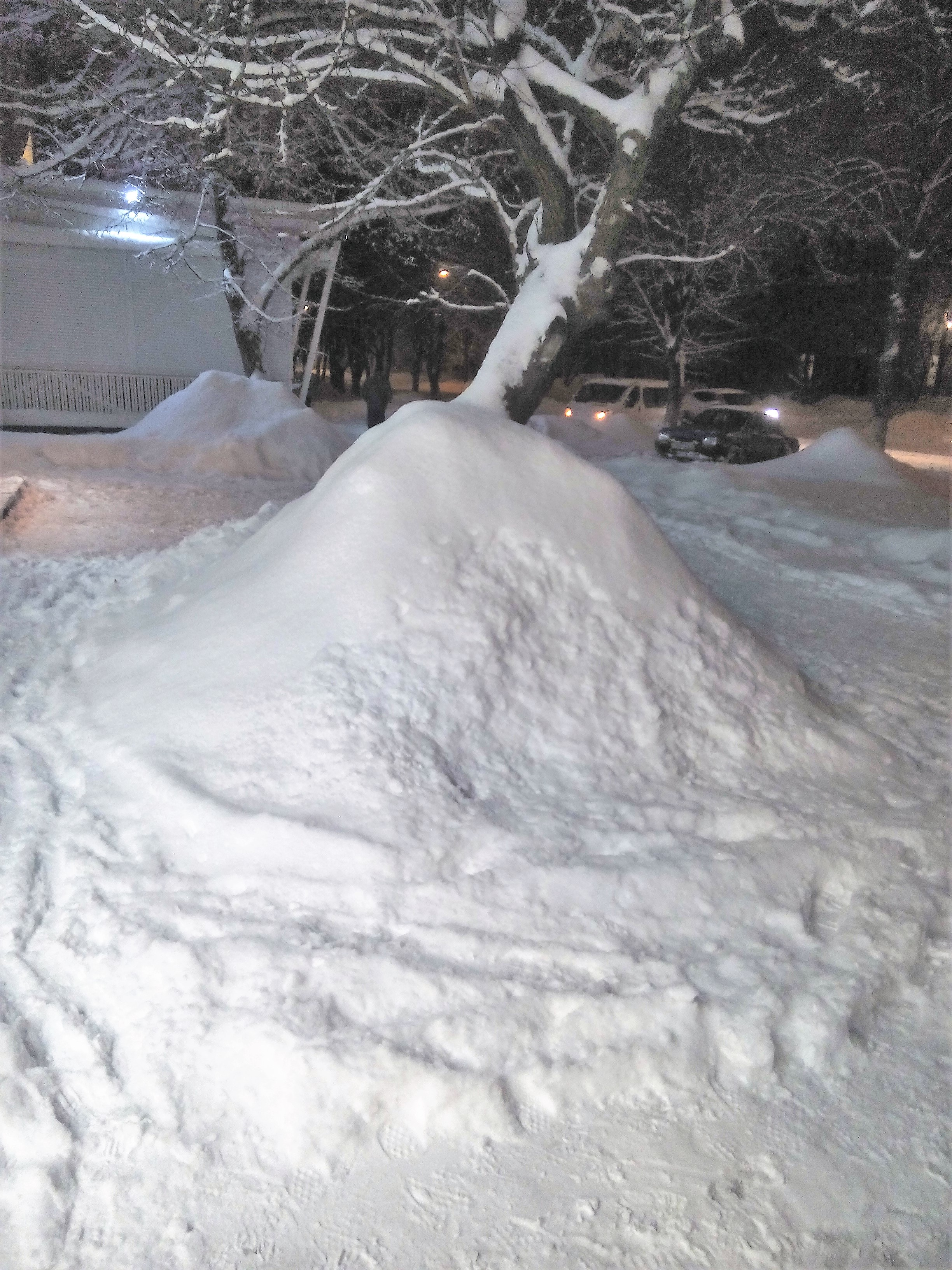
Взимку 2018 року (біля Седаму)
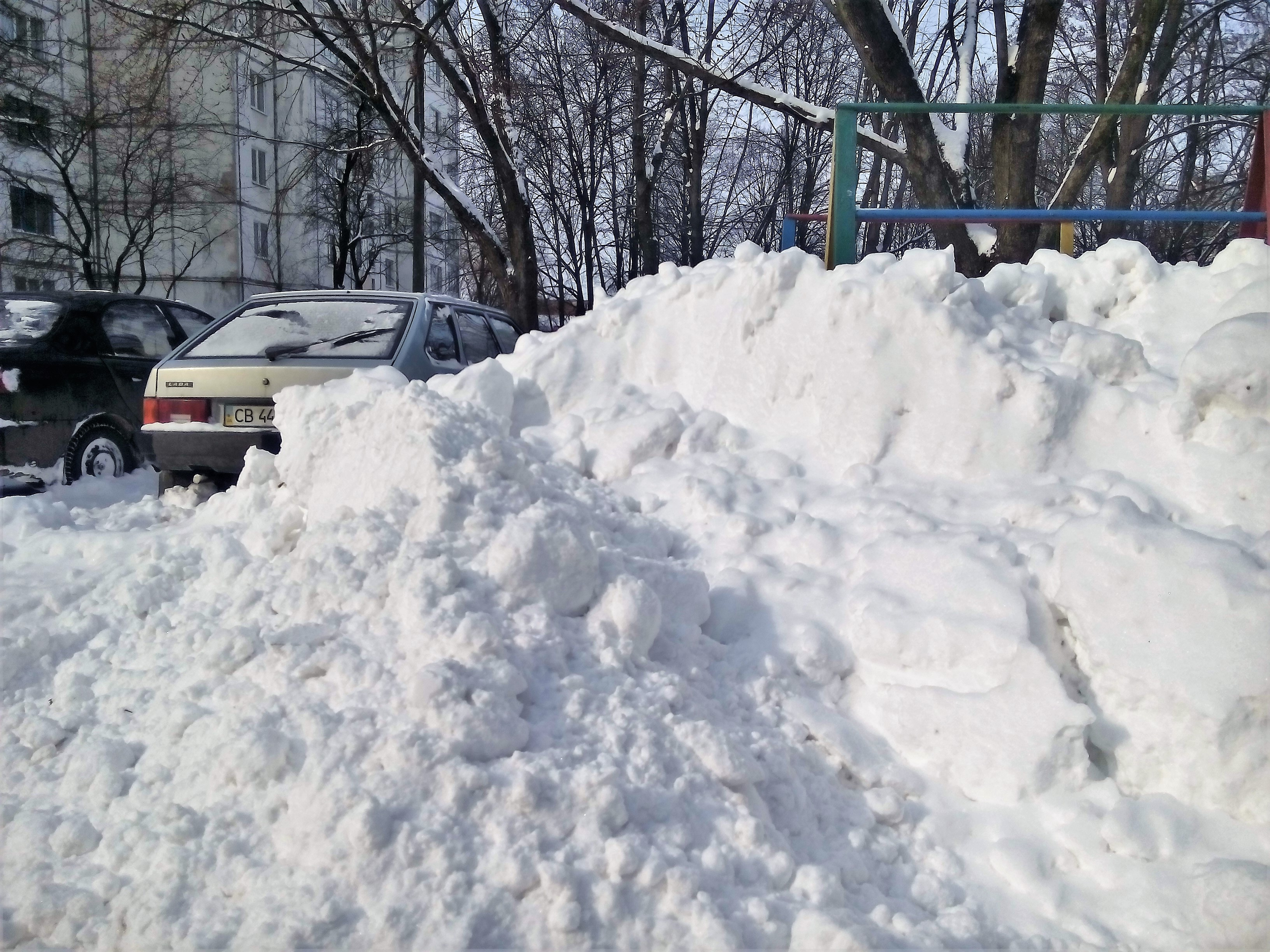
Взимку 2018 року
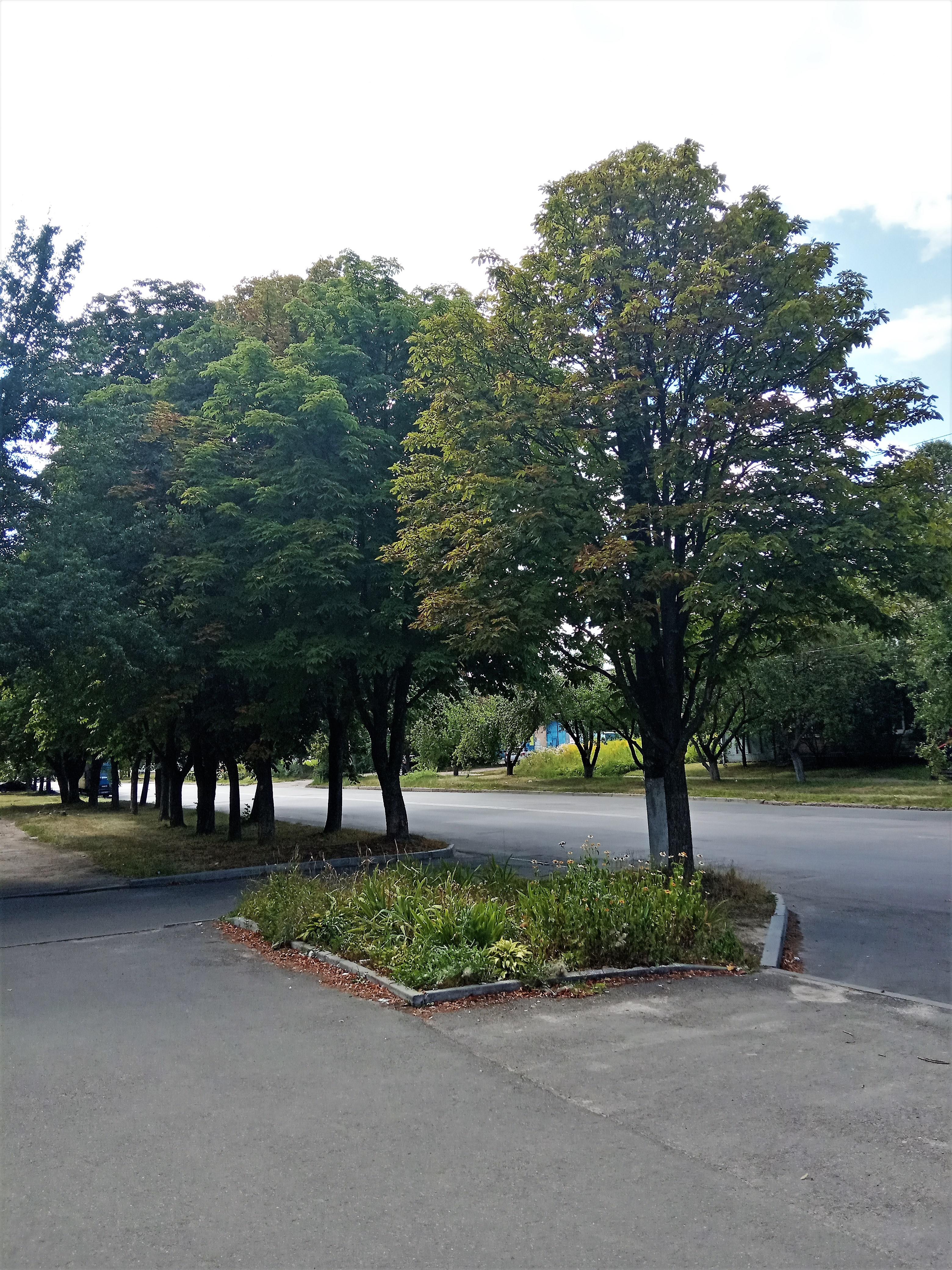
Влітку 2020 (біля проїзджої частини)
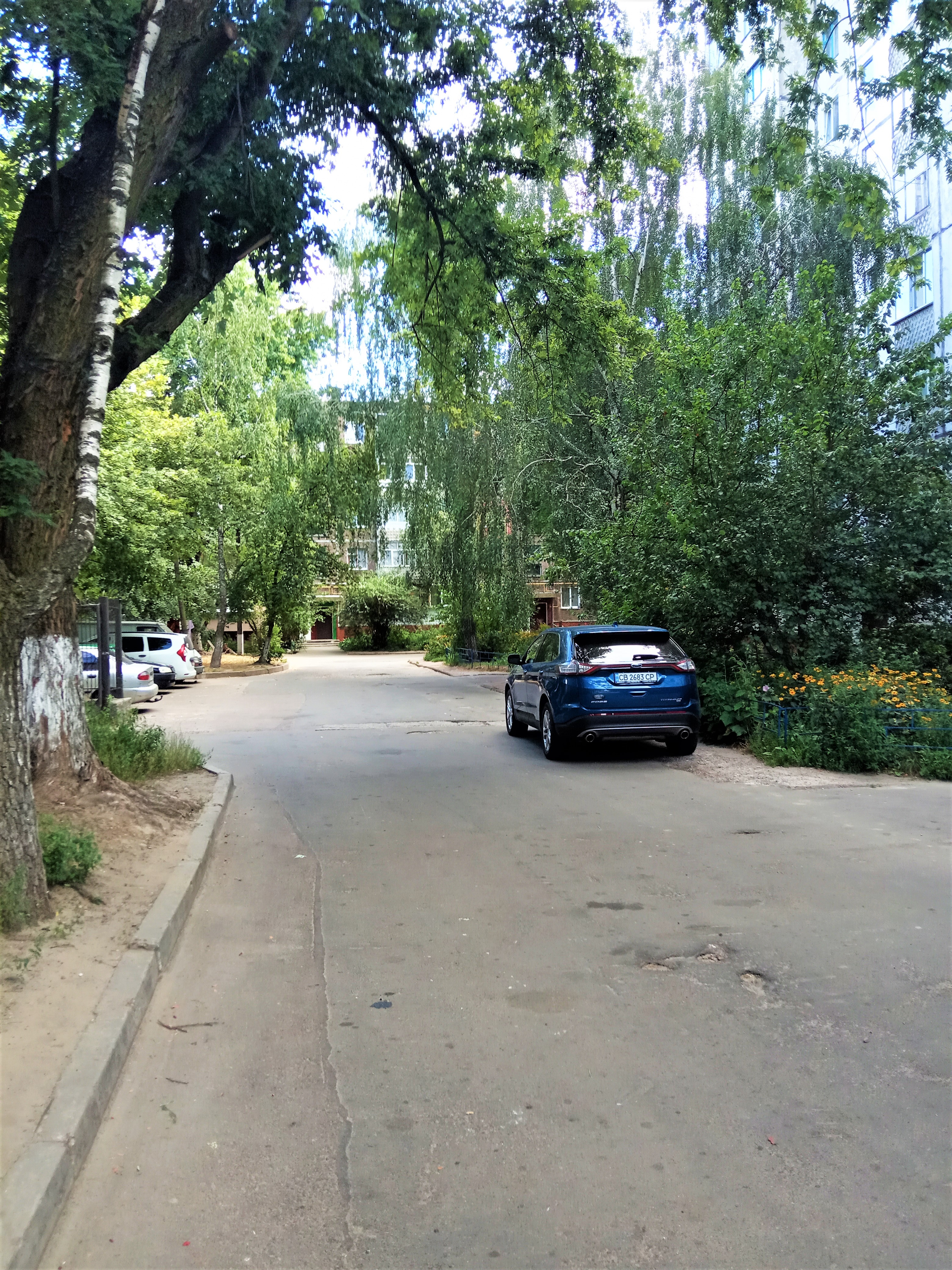
Влітку 2020 (двори)